# Mads Pedersen (kanotist)
Mads Brandt Pedersen, född 4 juli 1996, är en dansk kanotist.

## Karriär
Vid maraton-EM 2016 i Pontevedra tog Pedersen brons i seniorklassen i K-2 och silver i U23-klassen i K-1. Vid maraton-EM 2018 tog han brons i U23-klassen i K-1. Följande år tog Pedersen guld i både U23- och seniorklassen i K-1 vid maraton-EM i Decize. Senare under året vid maraton-VM 2019 i Shaoxing tog han återigen dubbla guld i både U23- och seniorklassen i K-1.
Vid VM i Köpenhamn 2021 tog Pedersen brons i K-1 5000 meter.